# Martin Fräsdorff
Martin Erich Wilhelm Fräsdorff  (* 3. August 1881 in Magdeburg; † 14. September 1966 ebenda) war ein deutscher Unternehmer, der über 60 Jahre in der Gewürz- und Kaffeebranche tätig war.

## Herkunft und erste Berufstätigkeit
Martin Fräsdorff wurde geboren als Sohn des Unternehmers Carl Fräsdorff. Dieser war erst Partner der Handelsfirma Lüer & Fräsdorff (gegründet 1. April 1875) und später Besitzer des Nachfolgeunternehmens Carl Fräsdorff – Landesprodukte, Kolonialwaren, Farben und Cigarren-Gross-Handlung. Von 1887 bis 1998 besuchte Martin Fräsdorff das Realgymnasium in Magdeburg. Anschließend erlernte er bis 1902 bei der Firma C.W. Vogel Kolonialwarengroßhandel in Magdeburg den Beruf des Kaufmanns. Erste berufliche Stationen waren Bahlsen in Hannover sowie C. H. Knorr und dann als Direktor bei den Ruma-Malz- und Kornkaffee-Werken, Hannover.

## Einstieg in das väterliche Geschäft und Kriegsjahre
Martin Fräsdorff stieg 1922 in das väterliche Unternehmen ein und wandelte den Betrieb von einer Handelsfirma in ein Industrieunternehmen um. Es erfolgte die Neufirmierung Martin Fräsdorff – Gewürze, Kaffee- und Tee-Import, Kaffee-Großrösterei. Schwerpunkte der Geschäftstätigkeit waren jetzt Herstellung, Weiterverarbeitung und Verpackung, und weniger der Handel. Aus der Salzabteilung wurde 1934 die eigenständige Firma Magdeburger Salzgroßhandel Fräsdorff & Rink.
1934 kam es zum Ankauf eines 2.500 m² großen Firmengeländes in Magdeburg-Neustadt und einer umfassenden Modernisierung (u. a. gasbeheizter Kaffeeröster und Abpackautomaten für Gewürze). Durch Importbeschränkungen während der Kriegsjahre wurde wieder verstärkt der ursprüngliche Lebensmittel-Großhandel betrieben. Weitere Folge war die Produktion einer sogenannten Kriegsmischung (Kaffee-Ersatz aus Malz und Roggenkaffee mit 10 und 20 % Bohnenkaffeeanteil). Durch Bombenangriffe wurde die Firma gegen Kriegsende fast vollständig zerstört.

## Nach 1945
Der Wiederaufbau des Unternehmens begann 1945 mit dem Eintritt seines Sohnes Karl-Heinz Fräsdorff (1924–2016). Das Unternehmen verarbeitete in der DDR hauptsächlich Gewürze und wurde von Martin Fräsdorff und seinem Sohn Karl-Heinz geleitet. Nach dem Tod des Seniorchefs erfolgte die Umwandlung in eine Kommanditgesellschaft.

## Spätere Jahre des Unternehmens
1972 enteignet die SED die letzten privaten, halbstaatlichen und genossenschaftlichen Betriebe. Die Firma wurde ein volkseigener Betrieb, füllte Natron ab und produzierte Brausepulver. Karl-Heinz Fräsdorf war dort Werkleiter, bis er 1977 die staatliche Genehmigung für die Gründung von Karl-Heinz Fräsdorff, Abpackbetrieb bekam. In der Folge wurde sein privatwirtschaftliches Unternehmen u. a. der größte Majoran-Abfüller in der DDR.
1989, noch vor der Wende, erhielt Fräsdorff seinen ersten Betrieb wieder, jedoch schon 1993 musste Konkurs angemeldet werden. Ein Großteil der Maschinen ging an das Technikmuseum Magdeburg.